# Banca mista
La banca mista o banca universale è un modello di gestione bancario, nato verso la fine del XIX secolo. Attualmente rappresenta il più diffuso modello di istituzione bancaria, impegnato nell'erogazione di molti servizi (tra cui in minima parte raccolta di risparmio a breve e a lungo termine) e nella vendita e attività speculative di numerosi prodotti finanziari. 

## Ceni storici
Il modello della banca mista si diffuse in Europa a partire dal 1870 nei paesi di tarda industrializzazione: in Belgio, Germania, Italia e Austria. La banca universale, oltre all'attività di deposito, sconto e anticipazioni, come tutte le banche commerciali, erogava anche finanziamenti alle imprese a medio e lungo termine, e spesso assumeva partecipazioni nelle imprese stesse.
Il progenitore delle banche universali europee era stato il Crédit mobilier francese dei fratelli Pereire, esistito fra il 1852 ed il 1870. Proprio il krach di questa banca determinò tuttavia l'abbandono del modello della banca universale nella cultura bancaria francese, e in questo paese si affermò la separazione fra le banques de dépôt e le banques d'affaires. Il modello della banca universale si affermò invece in modo duraturo in altri paesi.
In Belgio ci furono due principali istituti di questo tipo: la Société générale de Belgique e la Banque de Belgique.
In Austria il modello della banca universale ebbe il suo maggior esempio nel Creditanstalt. In Germania c'erano inizialmente sei Grossbanken: Deutsche Bank, Commerzbank, Dresdner Bank, Disconto-Gesellschaft, Nationalbank für Deutschland, Berliner Handelsgesellschaft, poi progressivamente ridotte di numero in seguito a fusioni, fra il 1929 ed il 2009.
Con la crisi del 1929 questo modello si rivelò inadeguato e fu vietato in molti Stati (negli Stati Uniti fu modificato nel 1933 con la legge Glass-Steagall Act ed in Italia con la legge bancaria del 1936 in Italia) per impedire alle istituzioni finanziarie di operare con finalità speculative eccedenti la loro funzione primaria di sostegno all'economia reale. A seguito dei fenomeni di liberalizzazione e privatizzazione avvenute negli anni 1990 (con la legge Gramm-Leach-Bliley Act del 1999 che reintrodusse tale modello negli Stati Uniti, per mezzo del nuovo Testo Unico Bancario del 1993 in Italia),

## Evoluzione storica in Italia
Il modello venne introdotto anche in Italia come strumento di finanziamento a lungo termine dell'industria a seguito della crisi di fine secolo (grande depressione) e rimase in atto fino alla riforma bancaria del 1936. Tale sistema produsse disfunzioni e instabilità, come lo Scandalo della Banca Romana (che aveva portato al fallimento di alcuni istituti di rilevanza nazionale).

### Il periodo postunitario
Le prime banche universali italiane si ispiravano, anche nel nome, al modello del Crédit Mobilier francese.
All'indomani dell'Unità d'Italia il finanziamento alle imprese si fondava solo in piccola parte sul ricorso diretto al mercato borsistico. Le industrie venivano, infatti, finanziate soprattutto dalle banche, e solo quest'ultime ricorrevano al capitale di borsa. Gli industriali si erano legati quasi tutti ad una delle due grandi banche di allora, il Credito Mobiliare e la Banca Generale, e in qualche caso anche alla Banca Nazionale del Regno d'Italia. Il legame non consisteva solo nei finanziamenti che le industrie ricevevano dalle banche: infatti, spesso gli istituti di credito detenevano anche quote delle imprese industriali. Questo stretto rapporto fra banca e impresa, senza ricorso alla borsa, fu fatale in occasione della crisi bancaria del 1893-4. Infatti, quando scoppiò lo scandalo della Banca Romana, l'intero sistema bancario italiano perse la fiducia dei risparmiatori, che corsero a ritirare i propri depositi agli sportelli. Perciò anche le due grandi banche dovettero chiudere gli sportelli nell'inverno 1893-4 e furono successivamente liquidate.
Le banche miste comportavano una struttura finanziario-produttiva instabile, sbilanciata a sfavore della raccolta di depositi e fondata sull'intreccio tra credito e impresa che in caso di crisi, come si vide in occasione del grande crollo del 1929, rischiava di far vacillare tanto il settore industriale quanto quello bancario. La banca mista era infatti un istituto:
1. autorizzato ad operare sia nel breve (esercizio del credito) che nel medio-lungo periodo (attività finanziarie e di investimento);
2. che svolgeva attività in due modi: mediante servizio del credito e mediante acquisizione di quote partecipative nelle imprese.

Lo statuto di una banca mista prevedeva che tale istituto potesse compiere operazioni di diversa durata temporale; ciò significa che esse potevano quindi raccogliere depositi, che erano operazioni a breve in quanto i risparmi erano ritirabili in qualsiasi momento, ed indirizzare tali depositi ad attività di credito industriale, operazione di lungo termine che prevedeva durate di dieci o più anni per i rendimenti.

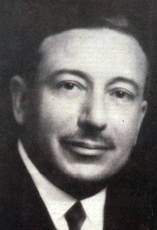
Alberto Beneduce, artefice della riforma bancaria del 1936 che pose fine al sistema della banca mista e all'intreccio tra mondo creditizio e impresa che alcuni decenni dopo Raffaele Mattioli definirà catoblepismo

Le banche miste divennero così i principali garanti degli assetti azionari delle più grandi imprese industriali italiane, essendo a tutti gli effetti parte del capitale azionario delle stesse.

### L'epoca della prima industrializzazione
Un'evoluzione nel sistema del finanziamento delle imprese avvenne nel 1894, quando furono costituite (con un importante contributo di capitali tedeschi) il Credito Italiano e la Banca Commerciale Italiana. Questi istituti erano anch'essi banche universali, tuttavia seguivano il modello tedesco di banca mista, il quale prevedeva accanto alle partecipazioni ed ai finanziamenti delle banche anche il ricorso al mercato dei capitali, al fine di ridurre i rischi. Gli eventi del 1893 avevano dimostrato, infatti, che le banche miste avevano bisogno di un mercato borsistico fiorente, in modo da poter smobilizzare le partecipazioni per procurarsi liquidità.
Credit e Comit operarono nel finanziamento di siderurgia, ferrovie (prima della loro nazionalizzazione), metallurgia ed anche nel settore elettrico.
Un'ulteriore prassi attuata dalle banche miste a partire dall'inizio del Novecento per controllare le industrie con minori rischi, fu quella di prendere a riporto le azioni delle imprese, anziché acquistarle.
Accanto alle due grandi banche universali di impostazione tedesca, esistevano in Italia anche due istituti completamente italiani, la Società Bancaria Italiana ed il Banco di Roma. Queste due banche erano di dimensioni più modeste e per eguagliare le due concorrenti maggiori attuarono delle politiche di crescita poco prudenti. La conseguenza fu che la SIB fu travolta dalla crisi del 1907 e dovette essere salvata proprio dal Credito e dalla Commerciale.

### La legge bancaria del 1936 (Riforma Menichella)
La crisi del 1929 travolse il sistema bancario, infatti il modello della banca universale aveva fatto sì che il crollo dei titoli di borsa travolgesse anche le banche che avevano forti legami con le industrie.
L'istituto della specializzazione temporale e istituzionale, ovvero della distinzione tra attività bancaria a breve (aziende di credito ordinario) e attività bancaria a medio-lungo termine (istituti di credito a medio e lungo termine) venne introdotto con la riforma bancaria ex R.D.L. 12 marzo 1936, n. 375.
Essa, nata su iniziativa di Alberto Beneduce e Donato Menichella, poneva fine al modello di banca mista della quale fu premessa necessaria la creazione dei gruppi a controllo pubblico IRI, che servì al risanamento bancario ed IMI, deputata al credito industriale. La "riforma Menichella", come venne ribattezzata, aveva vietato alle banche di credito ordinario di operare nel settore del credito industriale, fissando un regime di controllo da parte della Banca d'Italia e lasciando, di conseguenza, al mercato finanziario i compiti di finanziamento dei programmi di sviluppo dell'apparato industriale. La Banca Commerciale Italiana, il Credito italiano e il Banco di Roma assunsero la qualifica di banche di interesse nazionale.

### Il nuovoTesto unico bancariodel 1993
Tale assetto venne meno nel 1993 con il testo unico bancario (o TUB) promosso dal governo Amato, entrato in vigore nel 1994, che recepiva la II direttiva bancaria CEE del 1992 e istituiva la banca d'impresa. La banca, con la nuova riforma, poté esercitare attività di raccolta di risparmio, attività d'esercizio del credito e ogni altra attività finanziaria, compresa quella sui valori derivati (swaps, opzioni, futures), tesa al conseguimento di un reddito di gestione. Fu consentito alla nuova generazione di banche "universali" di raccogliere risparmio senza limiti di durata, utilizzando ogni tipo di strumento, comprese le obbligazioni, e di poter erogare prestiti senza alcuna limitazione tecnica o temporale e senza vincoli. Si confermò la possibilità di assunzione di partecipazioni anche industriali. Una banca universale svolge direttamente tutte le attività che ha deciso di intraprendere.
Fu consentito alle banche di detenere il controllo delle Società di intermediazione mobiliare, oltre a svolgere con una concorrenza interna direttamente -in proprio e per conto terzi- le stesse attività finanziarie operate dalle Sim (in proprio e per conto di terzi) ad eccezione della compravendita in Borsa. Le banche finanziavano le società, partecipando ai consorzi per il collocamento dei titoli, operavano sui titoli sia in proprio sia per conto terzi, o direttamente o attraverso fondi di investimento controllati o attraverso le proprie Sim.
Le nuove attività esercitate dalle banche universali, definite dal Testo unico, possono riguardare in sintesi:
- raccolta di depositi o di altri fondi con obbligo di restituzione;
- operazioni di prestito;
- leasing finanziario;
- servizi di pagamento ed emissione e gestione di mezzi di pagamento;
- rilascio di garanzie e di impegni di firma;
- operazioni per proprio conto o per conto della clientela in relazione a strumenti di mercato monetario, cambi, valori mobiliari (anche custodia e amministrazione), strumenti finanziari e azioni;
- partecipazione alle emissioni di titoli e prestazioni di servizi connessi;
- consulenza alle imprese in materia di struttura finanziaria, di strategia industriale;
- servizi di intermediazione finanziaria del tipo money broking;
- gestione e consulenza nella gestione di patrimoni;
- custodia di cassette di sicurezza.

## Caratteristiche
Le banche miste si caratterizzano per la capacità di conciliare attività di prestito a medio e lungo periodo, per la partecipazione diretta alla gestione delle attività delle imprese e per la semplice attività di sportello.
I potenziali conflitti di interesse riguardano:
- l'intermediario o altro soggetto controllato svolga lo stesso “business” del cliente, o comunque abbia un interesse nel risultato finale o in una transazione svolta per conto del cliente, diversa dal suo interesse;
- nelle imprese controllate e gestite dalla banca, massimizzazione del profitto per tutti gli azionisti-soci e profitto tramite le altre fonti di profitto esclusive della banca(indebitamento, consulenze) oltre le reali necessità;
- la banca presta denaro ai soci per comprare nuove quote azionarie e sottoscrivere aumenti di capitale. Si realizza una sorta di partecipazione incrociata banca-soci: i soci possiedono azioni e la banca è loro creditrice, vincolando il prestito all'acquisto di quote. Se le azioni non sono scambiate in Borsa, il prezzo delle azioni è alterato da un meccanismo che crea domanda basata sul debito;
- conflitto fra gestione patrimoniale (acquirente per i clienti), e gestione creditizia / corporate finance (vende titoli o crediti agli emittenti): vendita ai propri clienti di titoli emessi da aziende con crediti in sofferenza, di cui la banca vuole evitare il fallimento, per sostenerne il prezzo e per trasferirne il relativo rischio, ovvero verso aziende che hanno ingente liquidità da investire e che la banca vuole nel proprio portafoglio-clienti;
- conflitto fra l'attività di equity research (rating, revisione e auditing), e l'erogazione del credito e la gestione patrimoniale (sottostima del rating per ottenere interessi più alti prima di erogare prestiti o prima di comprare titoli a prezzi ribassati; sovrastima del rating per non svalutare i prestiti già concessi, il valore degli asset in attivo, o prima di realizzare);
- conflitto fra equity reasearch e le consulenze varie per le società emittenti (corporate finance: sistemi di risk management, strutturazione delle operazioni di funding, fiscale, contabile, informatica, strategica, l'assistenza nelle operazioni di finanza straordinaria quali fusioni ed acquisizioni, joint-ventures e partnership, dismissioni e scissioni, ristrutturazioni del passivo, ristrutturazioni societarie e accordi parasociali, ecc.), maggiore se la stessa banca intermediaria investe nel collocamento dei titoli o nella ristrutturazione della società.
- conflitto fra gestione in conto proprio (dealing) e in conto terzi (brokering) tramite abuso di informazioni privilegiate price-sensitive: forte di una probabile asimmetrìa informativa, non dette o comunicate in ritardo ai propri clienti a loro tutela, e col mercato in genere: nel caso in cui venga conferito all'intermediario (in qualità di broker) un ordine di acquisto di un certo titolo, è possibile che la conoscenza di questa operazione, -incrociata con quella degli altri intermediari in accordo, prima di comunicare gli ordini sul mercato telematico, in modo da avere nota una quota parte della domanda e offerta sufficiente a prevedere il prezzo del titolo-, spinga l'intermediario (in qualità di dealer) ad acquistare (vendere) in via anticipata in conto proprio per lucrare sulla differenza di prezzo che arriva dall'incremento della domanda/offerta.

La francese Crédit Agricole possiede la peculiarita' di avere una partecipazione azionaria incrociata con gli istituti di credito locali, acquisiti nel corso degli anni.
Il modello bancario svedese, esportato dalla Svenska Handelsbanken in tutto il nord Europa, consiste in una serie di banche regionali indipendenti e fortemente decentrate, con propri bilanci e Consigli di Amministrazione.
Una fondazione funge da cassaforte degli extraprofitti annuali, e da cassettista del 10% delle azioni detenute fuori mercato in modo da incentivare obbiettivi di lungo termine e ostacolare tentativi di scalata alla maggioranza di controllo della proprietà.